# Cộng đồng Kinh tế châu Phi

Cộng đồng Kinh tế châu Phi nhìn qua các trụ cột là các liên minh kinh tế khu vực.
CEN-SAD
COMESA
EAC
ECCAS
ECOWAS
IGAD
SADC
UMA

Cộng đồng Kinh tế châu Phi (tiếng Anh: African Economic Community, hay viết tắt là AEC) là một tổ chức hợp tác kinh tế giữa các nước thành viên của Liên minh châu Phi. AEC được thành lập theo Hiệp ước Abuja ký năm 1991 và có hiệu lực từ năm 1994.
Mục tiêu của AEC là tiến tới thành lập các khu vực thương mại tự do, các liên minh thuế quan, một thị trường chung, một ngân hàng trung ương chung, một đơn vị tiền tệ chung và do đó là thành lập một liên minh kinh tế và tiền tệ. Hiệp ước Abuja đã đề ra một lộ trình như sau để thực hiện AEC:
1. Giai đoạn 1: đến năm 1999 sẽ thành lập các khối khu vực ở những vùng châu Phi còn chưa có khối kinh tế nào.
2. Giai đoạn 2: đến năm 2007, củng cố hội nhập giữa các khối và tiến hành hài hòa các khối.
3. Giai đoạn 3: đến năm 2017, thành lập một khu vực thương mại tự do và liên minh thuế quan trong từng khối.
4. Giai đoạn 4: đến năm 2019, thành lập một liên minh thuế quan trên toàn lục địa.
5. Giai đoạn 5: đến năm 2023 thành lập Thị trường Chung châu Phi trên toàn lục địa.
6. Giai đoạn 6: đến năm 2028, thành lập một liên minh kinh tế tiền tệ (và do đó sẽ có một liên minh tiền tệ và nghị viện chung) trên toàn lục địa.

- Mọi thời kỳ chuyển tiếp đều phải kết thúc chậm nhất là vào năm 2034.

Cộng đồng Kinh tế châu Phi lấy một số hiệp định kinh tế khu vực làm trụ cột, gồm:
- Liên minh Ả Rập Maghreb (UMA trên bản đồ)
- Cộng đồng Sahel-Sahara (CEN_SAO)
- Cộng đồng Kinh tế Tây Phi (ECOWAS)
- Thị trường chung Đông và Nam Phi (EACCAS)
- Cộng đồng Đông Phi (EAC)
- Cộng đồng Phát triển Nam Phi (SADC)